# Hansa Mehta

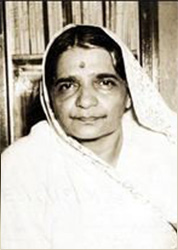
Bild von Hansa Mehta (1995)

Hansa Jivraj Mehta (Gujarati હંસા જીવરાજ મહેતા; * 3. Juli 1897 in Surat, Präsidentschaft Bombay; † 4. April 1995 in Bombay, Maharashtra) war eine indische Reformerin, Sozialaktivistin, Erzieherin, Unabhängigkeitsaktivistin und Schriftstellerin. Sie war für ihren Einsatz für die Rechte der Frauen und ihre bedeutende Rolle bei der Formulierung der Allgemeinen Erklärung der Menschenrechte der Vereinten Nationen bekannt.

## Leben
Sie schrieb viele Kinderbücher in Gujarati und übersetzte viele englische Geschichten, unter anderem Gullivers Reisen. Sie besuchte eine Mädchenschule, die vom fortschrittlichen Herrscher von Baroda gegründet wurde, und war eine der wenigen Frauen ihrer Zeit, die einen Bachelorabschluss in Philosophie vom Baroda College erhielten. Ihr Vater Manubhai Mehta war Philosophiedozent am Baroda College und später Premierminister des Staates Baroda. Ihr Großvater Nandshankar Mehta war der Autor des ersten Gujarati-Romans Karan Ghelo.
Sie wuchs in einer Familie auf, die liberale Ansichten vertrat, was ihre spätere Arbeit für soziale Reformen und Frauenrechte beeinflusste. Sie wurde als Nagar-Brahmanin geboren. Ihre Heirat im Jahr 1924 mit Jivraj Mehta, dem leitenden Mediziner von Baroda, war umstritten, da er einer niedrigeren Kaste angehörte. Ihre Gemeinschaft drohte ihr mit dem Ausschluss aus der Kaste, doch sie erklärte, dass sie selbst die Kaste verlassen würde, da sie nicht an das Kastensystem glaubte. Sie hatten zwei Kinder. Später wurde ihr Ehemann der erste Chief Minister von Gujarat und 1963 indischer Hochkommissar im Vereinigten Königreich.
Sie organisierte Streikposten vor Geschäften, die ausländische Kleidung und Alkohol verkauften und nahm an Aktivitäten der Freiheitsbewegung teil, zu denen Mahatma Gandhi riet. 1930 folgte sie dem Aufruf von Mahatma Gandhi an die Frauen, sich der Freiheitsbewegung anzuschließen und leitete die Desh Sevika Sangh, eine Organisation nationalistischer Frauen. Durch ihre Beteiligung an Protesten und Demonstrationen wurde sie insgesamt dreimal inhaftiert.
Sie wurde 1926 in das Bombay Schools Committee gewählt und war von 1945 bis 1946 Präsidentin der All India Women’s Conference. 1937 wurde sie als erste Frau in den Bombay Legislative Council gewählt und zur Parlamentarischen Sekretärin des Ministers für Bildung und Gesundheit ernannt. Sie lehnte die Kandidatur über eine Frauenquote ab, da sie grundsätzlich gegen speziell reservierte Quoten war. In ihrer Präsidentschaftsansprache auf dem Kongress der All-India Women’s Conference in Hyderabad schlug sie eine Frauenrechtscharta vor. Als Präsidentin der All India Women's Conference entwarf sie die „Indian Women's Charter of Rights and Duties“, die gleiche Rechte für Frauen in Bildung, Wahlrecht, Bezahlung, Eigentumsverteilung sowie gleiche Rechte in Ehe und Scheidung forderte.
Im August 1930 ließ die Regierung von Bombay Mehta verhaften. Zu diesem Zeitpunkt war sie als Abgeordnete des Indischen Nationalkongresses Mitglied des Arbeitsausschusses, außerdem Präsidentin des Bombayer Kriegsrates. Kurz darauf wurde sie wegen unerlaubter Veröffentlichung des Kongressbulletins zu drei Monaten Gefängnis verurteilt.
Von 1945 bis 1960 bekleidete sie verschiedene Ämter in Indien. So war sie unter anderem Vizekanzlerin der SNDT Women’s University, Mitglied des All India Secondary Board of Education, Präsidentin des Inter University Board of India und Vizekanzlerin der Maharaja Sayajirao University of Baroda. Von 1949 bis 1958 war sie auf Bitte von Jawaharlal Nehru Vizekanzlerin der neu gegründeten Maharaja Sayajirao University of Baroda und die erste Frau, die diese Position an einer koedukativen indischen Universität innehatte. Während ihrer Amtszeit baute sie die Universität aus, gründete Fakultäten für Sozialarbeit, Hauswirtschaft und insbesondere eine renommierte Fakultät für Bildende Künste.

## Ihre Rolle in der verfassungsgebenden Versammlung
Mehta war eine von 15 Frauen in der verfassungsgebenden Versammlung Indiens. Mehta war Mitglied des Beratungsausschusses und des Unterausschusses für Grundrechte. Sie setzte sich für Gleichberechtigung und Gerechtigkeit für Frauen in Indien ein. Im Rahmen ihrer Arbeit in der verfassungsgebenden Versammlung setzte sie sich für einen einheitlichen Zivilkodex ein, der religiöse Gesetze ersetzen und die Gleichstellung der Geschlechter gewährleisten sollte. Zudem verstärkte sie die Formulierungen der „Richtlinienprinzipien“, die für die Regierungsführung in einem multiethnischen und multireligiösen säkularen Staat von entscheidender Bedeutung sind.

## Aktivität bei den Vereinten Nationen
Neben Vijaya Lakshmi Pandit, Shareefah Hamid Ali und Lakshmi N. Menon gehörte Mehta zu den Frauen, die Indien auch auf internationaler Ebene repräsentierten. Sie schlug Eleanor Roosevelt als Vorsitzende der Menschenrechtskommission vor und arbeitete eng mit ihr zusammen. Als eine von nur zwei weiblichen Delegierten in der UN-Menschenrechtskommission, die 1947/48 unter Leitung von Eleanor Roosevelt die UN-Menschenrechtsdeklaration erarbeitete und debattierte, war es ihr ein Anliegen, den zentralen Satzteil „all men are created equal“ zu „all human beings“ abzuändern und unterstrich so die Bedeutung der Gleichstellung der Geschlechter. Sie betonte, dass die Allgemeine Erklärung der Menschenrechte ohne effektive Überwachung und Durchsetzung bedeutungslos wäre, und schlug vor, dass Individuen das Recht haben sollten, bei den Vereinten Nationen Schutz ihrer Menschenrechte zu beantragen. Im Jahr 1950 wurde sie Vizepräsidentin der Menschenrechtskommission der Vereinten Nationen. Sie war auch Mitglied des Exekutivkomitees der UNESCO. Zu ihren Ehren veranstalteten die Vereinten Nationen im Jahr 2021 den ersten Dr.-Hansa-Mehta-Dialog, eine Diskussion über die fundamentale Bedeutung der Stärkung von Frauen.

## Auszeichnungen
Mehta wurde 1959 mit dem Padma Bhushan ausgezeichnet.